# Сторінки історії
«Сторінки історії» – збірник наукових праць кафедри історії КПІ ім. Ігоря Сікорського (Факультет соціології і права) публікує наукові розвідки, присвячені малодослідженим проблемам громадсько-політичного, соціально-економічного, культурного і релігійного життя українського народу. 
Головна мета видання: сприяння розвитку української історичної науки та впровадження її досягнень у навчальний процес з підготовки висококваліфікованих істориків.
Журнал підтримує політику відкритого доступу.

## Галузь та проблематика збірника
Історія України, Історія української культури, Історія науки і техніки.
Розрахований на викладачів і студентів вищих навчальних закладів, усіх, хто цікавиться історією України.

## Історія журналу
Наприкінці 1980-х рр. країна переживала кардинальні перетворення, пов’язані з проголошенням політики перебудови і гласності. Набувала сили свобода слова, в інтелектуальному середовищі активізувався вільний обмін думок, тривали палкі дискусії на суспільно значущі теми. Всі ці процеси не пройшли осторонь кафедр гуманітарного спрямування Київського політехнічного, серед них – і кафедри історії КПРС, якою керував професор Борис Павлович Ковальський. 
Бажання донести свої думки до широкої аудиторії і стало головною мотивацією створення збірника «Сторінки політичної історії», перший випуск якого побачив світ наприкінці 1989 р.

## Редакційна колегія
- Ганна Баженова (пол. Hanna Bazhenova), кандидат історичних наук, PhD in History, Інститут Центрально-Східної Європи[pl], Люблін, Польща
- є у 2015, немає у 2019[5][6] Ґвідо Гаусманн[de] (нім. Guido Hausmann), доктор історичних наук, професор Інститут Лейбніца з досліджень Східної та Південно-Східної Європи (IOS), Регенсбург
- Людмила Гриневич, доктор історичних наук, провідний науковий співробітник Інституту історії України НАН України, відділ історії України 20-30-х рр. ХХ ст., Україна
- Георгій Дерлуг'ян[en] (рос. Георгий Дерлугьян), доктор соціологічних наук, професор Нью-Йоркського університету в Абу-Дабі[en], ОАЄ
- немає у 2015, є у 2019[5][6] Олександр Дука (рос. Александр Дука), кандидат політичних наук, провідний науковий співробітник, зав.сектору соціології влади і громадянського суспільства Соціологічного інституту РАН[ru], Санкт-Петербург, Росія
- Валерій Капелюшний, доктор історичних наук, професор КНУ ім. Т. Шевченка, завідувач кафедри етнології та краєзнавства, член-кореспондент НАПН України, Україна
- Антоніна Кізлова, доктор історичних наук, доцент кафедри історії КПІ ім. Ігоря Сікорського, Україна, відповідальний секретар
- Світлана Костилєва, доктор історичних наук, професор, завідувач кафедри історії КПІ ім. Ігоря Сікорського, голова редакційної колегії, Україна
- Віктор Кохнович (біл. Віктар Кахновіч), доктор історичних наук, доцент Білоруського державного університету, Мінськ, Білорусь[7]
- Фелікс Левітас[8], доктор історичних наук, професор, завідувач кафедри методики суспільно-гуманітарної освіти та виховання Інституту післядипломної освіти Київського університету ім. Бориса Грінченка, Україна
- Ерік Онобль (фр. Éric Aunoble), доктор історичних наук, доцент Женевського університету, Швейцарія
- Юрій Перга, кандидат історичних наук, доцент кафедри історії КПІ ім. Ігоря Сікорського, технічний редактор, Україна
- Анджей Пукшто[pl] (лит. Andžej Pukšto), кандидат історичних наук, завідувач кафедри політології Університету Вітовта Великого, Литва
- Ігор Тарнавський, доктор історичних наук, професор кафедри історії КПІ ім. Ігоря Сікорського, Україна
- Юлія Хитровська, доктор історичних наук, професор кафедри історії КПІ ім. Ігоря Сікорського, Україна
- Любов Шпаковски, кандидат історичних наук, асистент кафедри історії мистецтв КНУ ім. Тараса Шевченко, Україна
- Віталій Щербак, доктор історичних наук, професор, професор кафедри історії України, Київський університет імені Бориса Грінченка, Україна
- Джон Яворський (англ. John G. Jaworski), доктор політичних наук, професор Університету Ватерлоо, Онтаріо, Канада[5][6]

## Індексування
Журнал включено до міжнародних баз даних, репозитаріїв та пошукових систем: DOAJ, CiteFactor, EBSCO, IndexCopernicus, Web of Science.